# 1478 Vihuri
1478 Vihuri è un asteroide della fascia principale. Scoperto nel 1938, presenta un'orbita caratterizzata da un semiasse maggiore pari a 2,4664296 UA e da un'eccentricità di 0,0908265, inclinata di 7,84139° rispetto all'eclittica.
L'asteroide è dedicato al filantropo finlandese A. Vihuri.